# Боффин, Руд
Руд Боффин (нидерл. Ruud Boffin, родился 5 ноября 1987 года в Синт-Трёйдене) — бельгийский футболист, вратарь.

## Карьера
Воспитанник бельгийского клуба «Генк», в 2005 году приобретён ПСВ. За основную команду ПСВ не играл ни разу, в сезоне 2007/2008 дебютировал в составе клуба «Эйндховен», где играл на правах аренды. В 2008 году перешёл в «МВВ Маастрихт», вторую половину сезона 2009/2010 провёл на правах аренды в ВВВ-Венло. Всего сыграл 86 матчей в чемпионате Нидерландов.
1 сентября 2010 года Боффин перешёл в «Вест Хэм Юнайтед», заключив контракт на два года (ещё одним приобретением стал Ларс Якобсен.. Игроком «молотобойцев» он стал после просмотров в команде, сумма сделки не разглашалась; Боффин стал сменщиком Роберта Грина. 18 декабря 2010 года провёл первую и единственную игру в Английской Премьер-Лиге против «Блэкберн Роверс» (ничья 1:1). Сыграл ещё два матча в Кубке Англии за клуб, а в апреле 2012 года аннулировал контракт по обоюдному согласию, поскольку заявил, что не сможет выдержать конкуренцию против основного вратаря Роберта Грина и новичка Стивена Хендерсона.
В мае 2012 года Боффин перешёл в турецкий «Эскишехирспор», а 25 сентября 2016 года в игре против «Умраниеспора» отличился, забив гол со своей половины поля после исполнения штрафного удара примерно на расстоянии 70 метров от ворот. Гол помог его клубу выиграть со счётом 2:0.